# Nesebar

Nesebar (thường ghi chép lại là Nessebar và đôi khi Nesebur, tiếng Bulgaria: Несебър, phát âm [nɛˈsɛbɐr]) là một thành phố cổ và là một trong những khu nghỉ mát lớn bên bờ Biển Đen của Bulgaria nằm ở tỉnh Burgas, đông Bulgaria. Đây đồng thời là trung tâm hành chính của huyện Nesebar. Thường được gọi là "Viên ngọc của Biển Đen", Nesebar là một thành phố bảo tàng phong phú được hình thành qua lịch sử hơn ba thiên niên kỷ luôn thay đổi. Đây là một thành phố nhỏ gồm hai phần được ngăn cách bởi một eo đất nhân tạo dài và hẹp với khu vực định cư cổ trên bán đảo (trước đây là một hòn đảo) và khu vực hiện đại hơn ở trên đất liền. Phần thành phố cổ mang bằng chứng về sự chiếm đóng của nhiều nền văn minh khác nhau trong suốt quá trình tồn tại của nó.
Đây là một trong những điểm du lịch và cảng biển nổi bật nhất bên bờ biển Đen, nơi đã trở thành một khu vực nổi tiếng với một số khu nghỉ mát, bãi biển lớn Bulgaria Sunny nằm ngay phía bắc của Nesebar. Tính đến tháng 12 năm 2009, thành phố này có dân số 11.626 người.
Nesebar đã nhiều lần nằm ở biên giới của một đế chế bị đe dọa, và như vậy đó là một thị trấn có lịch sử phong phú. Chính nhờ sự phong phú của các tòa nhà lịch sử của thành phố, UNESCO đã đưa Nesebar vào danh sách Di sản thế giới vào năm 1983.

## Tên
Khu định cư ban đầu được biết đến trong tiếng Hy Lạp là Mesembria (tiếng Hy Lạp: Μεσημβρία), đôi khi được nhắc đến là Mesambria hoặc Melsembria, sau này có nghĩa là thành phố của Melsas. Theo một cấu trúc tái thiết lại, cái tên có thể bắt nguồn từ tên Thracia Melsambria. Tuy nhiên, nguồn gốc Thracia của tên đó dường như bị nghi ngờ. Hơn nữa, truyền thống liên quan đến Melsas với tư cách là người sáng lập thành phố là rất mong manh và thuộc về một chu kỳ truyền thuyết từ nguyên phong phú có nhiều ở các thành phố Hy Lạp. Nó cũng xuất hiện câu chuyện về Melsas sau thời đại Hy Lạp, khi Mesembria là một thành phố ven biển quan trọng.
Trước năm 1934, tên tiếng Bulgaria phổ biến của thị trấn là Месемврия, Mesemvriya. Nó đã được thay thế bằng tên hiện tại, trước đây được sử dụng trong phương ngữ Erkech được nói gần giống Nesebar. Cả hai hình thức đều có nguồn gốc từ Mesembria của Hy Lạp.

## Lịch sử
Nhà khảo cổ học người Bulgaria Lyuba Ognenova-Marinova đã dẫn đầu sáu cuộc thám hiểm khảo cổ dưới nước thuộc Viện Hàn lâm Khoa học Bulgaria trong khoảng thời gian từ 1961 đến 1972 tại vùng biển dọc theo bờ Biển Đen của Bulgaria. Công việc của bà đã xác định năm thời kỳ đô thị hóa trên bán đảo xung quanh Nesebar là cuối thiên niên kỷ thứ hai trước Công nguyên, một tiền thành bang của người Thracia, thuộc địa Hy Lạp tên là Mesambria, một ngôi làng thời kỳ La Mã cho đến Công nguyên, một khu định cư thời Trung Cổ, và một thị trấn thời Phục hưng được gọi là Mesemvria hoặc Nessebar.
Ban đầu nơi đây là một khu định cư của người Thracia được gọi là Menebria, thị trấn đã trở thành thuộc địa của Hy Lạp khi được người Dorian từ Megara tới đây định cư vào đầu thế kỷ thứ 6 TCN, và từ đó trở thành một trung tâm thương mại quan trọng, đối trọng của Apollonia (Sozopol ngày nay). Nó vẫn là thuộc địa Dorian duy nhất dọc theo bờ Biển Đen, vì phần còn lại là thuộc địa của Ionian. Vào năm 425-424 trước Công nguyên, thị trấn đã gia nhập Liên minh Delian, dưới sự lãnh đạo của Athens.
Những gì còn xót lại từ thời Hy Lạp và bao gồm thành phòng thủ, một đền thờ thần Apollo và một Agora. Một bức tường hình thành là một phần của pháo đài Thracia vẫn có thể được nhìn thấy ở phía bắc của bán đảo.
Tiền xu bằng đồng và bạc đã được đúc trong thị trấn từ thế kỷ thứ 5 trước Công nguyên và tiền vàng là từ thế kỷ thứ 3 trước Công nguyên. Thị trấn nằm dưới sự cai trị của La Mã vào năm 71 trước Công nguyên, nhưng vẫn tiếp tục được hưởng các đặc quyền như quyền đúc tiền riêng.

### Trung Cổ
Đây là một trong những thành trì quan trọng nhất của Đế quốc Đông La Mã từ thế kỷ thứ 5 sau Công nguyên, và đã bị Đông La Mã và Bulgar chiếm đóng và sáp nhập vào Đế quốc Bulgaria thứ nhất vào năm 812 bởi hãn Krum sau hai tuần bao vây chỉ được Knyaz Boris I nhượng lại cho Đông La Mã vào năm 864 trước khi được chiếm lại bởi sa hoàng Simeon Đại đế. Trong thời kỳ Đế quốc Bulgaria thứ hai, nó cũng bị tranh chấp bởi các lực lượng Bulgaria và Đông La Mã, được hưởng sự thịnh vượng đặc biệt dưới thời Sa hoàng Bulgaria Ivan Alexander (1331–1371) cho đến khi nó bị chinh phục bởi Thập tự quân do Bá tước Amadeus VI lãnh đạo năm 1366. Phiên bản tên tiếng Bulgaria là Nesebar hoặc Mesebar đã được chứng thực từ thế kỷ 11.
Các di tích từ thời Trung Cổ bao gồm Stara Mitropoliya (Nhà thờ Thánh Sophia hoặc Tòa giám mục cũ) thế kỷ 5, một vương cung thánh đường không có cánh ngang; Vương cung thánh đường Đức Mẹ Eleusa thế kỷ 6, và Nova Mitropoliya (Tòa giám mục mới hay Nhà thờ Thánh Stephen) thế kỷ thứ 11 tiếp tục được tôn tạo cho đến thế kỷ 18. Vào thế kỷ 13 và 14, một loạt các nhà thờ đáng chú ý đã được xây dựng gồm Nhà thờ Thánh Theodore, Nhà thờ Thánh Paraskevi, Nhà thờ Tổng lãnh thiên thần Michael và Gabriel và Nhà thờ Thánh Gioan Aliturgetos.

### Ottoman chiếm đóng
Ottoman chiếm đóng thị trấn vào năm 1453 đánh dấu sự khởi đầu của suy tàn nhưng di sản kiến trúc của nó vẫn còn và được làm giàu vào thế kỷ 19 bằng cách cho xây dựng những ngôi nhà gỗ theo phong cách đặc trưng khu vực bờ Biển Đen của Bulgaria trong thời kỳ này. Vào đầu thế kỷ 19, nhiều người dân địa phương đã tham gia tổ chức nhằm lật đổ Ottoman trong thời kỳ Chiến tranh giành độc lập Hy Lạp (1821), một số lượng lớn các thanh niên của thị trấn đã tham gia vào cuộc đấu tranh dưới thời Alexander Ypsilantis.